# Języki italoromańskie
Języki italoromańskie (italo-dalmatyńskie) – podgrupa językowa w obrębie języków romańskich.

## Klasyfikacja wewnętrzna

### Klasyfikacja Merritta Ruhlena
Języki romańskie
- Języki romańskie kontynentalne
  - Języki zachodnioromańskie
    - Języki retoromańskie
    - Języki gallo-ibero-romańskie
    - Języki italo-romańskie
      - Języki dalmatyńskie†
        - Język dalmatyński†

      - Języki włoskie
        - Język włoski

### Klasyfikacja Ethnologue
Języki romańskie
- Języki italo-zachodnie
  - Języki zachodnioromańskie
  - Języki italo-dalmatyńskie
    - Język istriocki
    - Język włoski
    - Język judeowłoski
    - Język neapolitańsko-kalabryjski
    - Język sycylijski